# Aradíppou
Aradíppou är en ort i Cypern.   Den ligger i distriktet Eparchía Lárnakas, i den östra delen av landet, 30 km sydost om huvudstaden Nicosia. Aradíppou ligger 67 meter över havet och antalet invånare är 13 349. Den ligger på ön Cypern.
Terrängen runt Aradíppou är platt åt sydost, men åt nordväst är den kuperad. Närmaste större samhälle är Larnaca, 4,3 km sydost om Aradíppou. Trakten runt Aradíppou består till största delen av jordbruksmark.
Medelhavsklimat råder i trakten. Årsmedeltemperaturen i trakten är 23 °C. Den varmaste månaden är juli, då medeltemperaturen är 33 °C, och den kallaste är januari, med 10 °C. Genomsnittlig årsnederbörd är 480 millimeter. Den regnigaste månaden är december, med i genomsnitt 113 mm nederbörd, och den torraste är augusti, med 1 mm nederbörd.